# U-107 (1940)
| U-107                                                                                                | U-107 | U-107 |
| --- | --- | --- |
| U 107                                                                                                | | |
| | | |
| Підводний човен U-107 у порту Лор'яна. Листопад 1941                                                 | | |
| Верф                                                                                                 | Deutsche Schiff- und Maschinenbau, AG Weser, Бремен | Deutsche Schiff- und Maschinenbau, AG Weser, Бремен |
| Під прапором                                                                                         | Третій Рейх | Третій Рейх |
| Належність                                                                                           | Крігсмаріне | Крігсмаріне |
| Порт приписки                                                                                        | Лор'ян | Лор'ян |
| Замовлення                                                                                           | 24 травня 1938 | 24 травня 1938 |
| Закладений                                                                                           | 6 грудня 1939 | 6 грудня 1939 |
| Спуск на воду                                                                                        | 2 липня 1940 | 2 липня 1940 |
| Введений до складу флоту                                                                             | 8 жовтня 1940 | 8 жовтня 1940 |
| Виведений зі складу флоту                                                                            | 18 серпня 1944 | 18 серпня 1944 |
| На службі                                                                                            | 1940—1944 | 1940—1944 |
| Загибель                                                                                             | 18 серпня 1944 року затоплений у Біскайській затоці південно-західніше Сен-Назера глибинними бомбами, скинутими з британського протичовнового/патрульного літака «Сандерленд» | 18 серпня 1944 року затоплений у Біскайській затоці південно-західніше Сен-Назера глибинними бомбами, скинутими з британського протичовнового/патрульного літака «Сандерленд» |
| Сучасний статус                                                                                      | затоплений | затоплений |
| Бойовий досвід                                                                                       | Друга світова війна Битва за Атлантику | Друга світова війна Битва за Атлантику |
| Проєкт                                                                                               | | |
| Тип ПЧ                                                                                               | Торпедний ДПЧ | Торпедний ДПЧ |
| Основні характеристики                                                                               | | |
| Швидкість (надводна)                                                                                 | 18,2 вузла (33,7 км/год) | 18,2 вузла (33,7 км/год) |
| Швидкість (підводна)                                                                                 | 7,3 (13,5 км/год) | 7,3 (13,5 км/год) |
| Робоча глибина занурення                                                                             | 100 м | 100 м |
| Гранична глибина занурення                                                                           | 230 м | 230 м |
| Дальність плавання                                                                                   | 64 милі (119 км) на швидкості 4 вузли (7,4 км/год) (у підводному положенні) 12 000 морських миль (22 000 км на швидкості 10 вузлів (19 км/год) (у надводному положенні)       | 64 милі (119 км) на швидкості 4 вузли (7,4 км/год) (у підводному положенні) 12 000 морських миль (22 000 км на швидкості 10 вузлів (19 км/год) (у надводному положенні)       |
| Екіпаж                                                                                               | 48 офіцерів та матросів | 48 офіцерів та матросів |
| Розміри                                                                                              | | |
| Довжина найбільша (по КВЛ)                                                                           | 76,50 м | 76,50 м |
| Ширина корпусу найб.                                                                                 | 6,76 м | 6,76 м |
| Висота                                                                                               | 9,6 м | 9,6 м |
| Середня осадка (по КВЛ)                                                                              | 4,7 м | 4,7 м |
| Водотоннажність надводна                                                                             | 1051 т | 1051 т |
| Силова установка                                                                                     | | |
| Дизель-електрична: 2 дизельні двигуни MAN M 9 V 40/46 2 електродвигуни Siemens-Schuckert 2 GU 345/34 | | |
| Гвинти                                                                                               | 2 | 2 |
| Потужність                                                                                           | 2 × 2200 к.с. (дизелі) 2 × 740 к.с. (електродвигуни) | 2 × 2200 к.с. (дизелі) 2 × 740 к.с. (електродвигуни) |
| Озброєння                                                                                            | | |
| Артилерія                                                                                            | 1 × 105-мм палубна гармата SK C/32 | 1 × 105-мм палубна гармата SK C/32 |
| Торпедно- мінне озброєння                                                                            | 4 носових і два кормових ТА. 22 торпеди або 44 міни TMA чи 66 TMB | 4 носових і два кормових ТА. 22 торпеди або 44 міни TMA чи 66 TMB |
| ППО                                                                                                  | 1 × 37-мм зенітна гармата SKC/30 2 (1 × 2) × 20-мм зенітні гармати FlaK 30 | 1 × 37-мм зенітна гармата SKC/30 2 (1 × 2) × 20-мм зенітні гармати FlaK 30 |

U-107 — німецький великий океанський підводний човен типу IXB, що входив до складу Військово-морських сил Третього Рейху за часів Другої світової війни. Закладений 6 грудня 1939 року на верфі Deutsche Schiff- und Maschinenbau, AG Weser у Бремені. Спущений на воду 2 липня 1940 року, а 8 жовтня 1940 року корабель увійшов до складу ВМС нацистської Німеччини.

## Історія служби
U-107 належав до серії німецьких підводних човнів типу IXB, великих океанських човнів, призначених діяти на далеких відстанях. Човнів цього типу було випущено 14 одиниць і вони дуже успішно та результативно проявили себе в ході бойових дій в Атлантиці. U-107 розпочав службу в складі 2-ї навчальної, а з 1 січня 1941 року — після завершення підготовки — в бойовому складі цієї флотилії ПЧ Крігсмаріне. Командирами U-107 були капітан-лейтенант Гюнтер Гесслер, капітан-лейтенант Гаральд Гельгаус, капітан-лейтенант Фолькер Зіммермахер, лейтенант-цур-зее Карл-Гайнц Фріц.
З січня 1941 року і до останнього походу у серпні 1944 року U-107 здійснив 13 бойових походів в Атлантичний океан, в яких провів 743 дні, ставши п'ятим за результативністю підводним човном Крігсмаріне за часи Другої світової війни. Підводний човен потопив 37 суден сумарною водотоннажністю 207 375 брутто-реєстрових тонн, два допоміжні військових кораблі (водотоннажність 10 411 тонн), а також пошкодив ще 3 судна (17 392 GRT) і один допоміжний військовий корабель (8246 GRT).
16 серпня 1944 року U-107 вийшов з Лор'яна у свій тринадцятий бойовий похід із заходом до Ла-Рошелі. 18 серпня човен був затоплений у Біскайській затоці південно-західніше Сен-Назера глибинними бомбами, скинутими з британського протичовнового/патрульного літака «Сандерленд». Всі 58 членів екіпажу загинули.

## Перелік уражених U-107 суден у бойових походах
| №                                                               | Дата            | Назва                | Тип                       | Належність          | Водотоннажність (брт) | Вантаж | Конвой        | Результат та координати                                                 | Наслідки атаки для екіпажу        | Прим.                                           |
| --------------------------------------------------------------- | --------------- | -------------------- | ------------------------- | ------------------- | --------------------- | --- | ------------- | ----------------------------------------------------------------------- | --------------------------------- | ----------------------------------------------- |
| Перший похід (24.01—01.03.1941, 37 діб; Вільгельмсгафен—Лор'ян) |                 |                      |                           |                     |                       | |               |                                                                         |                                   |                                                 |
| 1                                                               | 3 лютого 1941   | Empire Citizen       | суховантажне судно        | Велика Британія     | 4 683                 | Генеральні вантажі                                                                                              | Конвой OB 279 | потоплено 58°12′ пн. ш. 23°22′ зх. д. / 58.200° пн. ш. 23.367° зх. д.   | 83 (78 загиблих та 5 вижили)      |                                                 |
| 2                                                               | 3 лютого 1941   | HMS Crispin          | океанське доглядове судно | Велика Британія     | 5 051                 | | Конвой OB 280 | потоплено 56°38′ пн. ш. 20°05′ зх. д. / 56.633° пн. ш. 20.083° зх. д.   | 141 (20 загиблих та 121 вцілілий) |                                                 |
| 3                                                               | 6 лютого 1941   | Maplecourt           | суховантажне судно        | Канада              | 3 388                 | 3604 тонни генеральних вантажів, у тому числі 1540 тонн сталі                                                   | Конвой SC 20  | потоплено 57°33′ пн. ш. 17°24′ зх. д. / 57.550° пн. ш. 17.400° зх. д.   | 38 (усі загинули)                 |                                                 |
| 4                                                               | 23 лютого 1941  | HMS Manistee (F 104) | океанське доглядове судно | Велика Британія     | 5 360                 | | Конвой OB 288 | потоплено 58°13′ пн. ш. 21°33′ зх. д. / 58.217° пн. ш. 21.550° зх. д.   | 141 (усі загинули)                |                                                 |
| Другий похід (29.03—02.07.1941, 96 діб; Лор'ян—Лор'ян)          |                 |                      |                           |                     |                       | |               |                                                                         |                                   |                                                 |
| 5                                                               | 8 квітня 1941   | Eskdene              | суховантажне судно        | Велика Британія     | 3 829                 | 5167 тонн вугілля та генеральних вантажів                                                                       | Конвой OG 57  | потоплено 34°43′ пн. ш. 24°21′ зх. д. / 34.717° пн. ш. 24.350° зх. д.   | 39 (усі вціліли)                  |                                                 |
| 6                                                               | 8 квітня 1941   | Helena Margareta     | суховантажне судно        | Велика Британія     | 3 316                 | баласт | Конвой OG 57  | потоплено 33°00′ пн. ш. 23°52′ зх. д. / 33.000° пн. ш. 23.867° зх. д.   | 36 (27 загиблих та 9 вцілілих)    |                                                 |
| 7                                                               | 9 квітня 1941   | Harpathian           | суховантажне судно        | Велика Британія     | 4 671                 | військове майно та запчастини до літаків                                                                        | Конвой OG 57  | потоплено 32°22′ пн. ш. 22°53′ зх. д. / 32.367° пн. ш. 22.883° зх. д.   | 43 (4 загинуло та 39 вціліло)     |                                                 |
| 8                                                               | 9 квітня 1941   | Duffield             | танкер                    | Велика Британія     | 8 516                 | 11 700 тонн мазуту                                                                                              | Конвой OG 57  | потоплений 31°13′ пн. ш. 23°24′ зх. д. / 31.217° пн. ш. 23.400° зх. д.  | 53 (25 загинуло та 28 вціліло)    |                                                 |
| 9                                                               | 21 квітня 1941  | Calchas              | суховантажне судно        | Велика Британія     | 10 305                | 9000 тонн генеральних вантажів, включаючи пшеницю, олію, борошно та сталь                                       |               | потоплено 23°50′ пн. ш. 27°00′ зх. д. / 23.833° пн. ш. 27.000° зх. д.   | 117 (30 загинуло та 87 вціліло)   |                                                 |
| 10                                                              | 30 квітня 1941  | Lassell              | суховантажне судно        | Велика Британія     | 7 417                 | 7000 тонн генеральних вантажів                                                                                  | Конвой OB 309 | потоплено 12°55′ пн. ш. 28°56′ зх. д. / 12.917° пн. ш. 28.933° зх. д.   | 53 (2 загинуло та 51 вцілілий)    |                                                 |
| 11                                                              | 17 травня 1941  | Marisa               | танкер                    | Нідерланди          | 8 029                 | баласт |               | потоплений 06°10′ пн. ш. 18°09′ зх. д. / 6.167° пн. ш. 18.150° зх. д.   | 49 (2 загинуло та 47 вціліло)     |                                                 |
| 12                                                              | 18 травня 1941  | Piako                | суховантажне судно        | Велика Британія     | 8 286                 | 7100 тонн заморожених продуктів, 1500 тонн цинку, 1500 тонн вершкового масла, 1500 тонн м'яса та 24 мішки пошти |               | потоплено 7°52′ пн. ш. 14°57′ зх. д. / 7.867° пн. ш. 14.950° зх. д.     | 75 (10 загинуло та 65 вціліло)    |                                                 |
| 13                                                              | 27 травня 1941  | Colonial             | суховантажне судно        | Велика Британія     | 5 108                 | 3500 тонн генеральних вантажів                                                                                  | Конвой OB 318 | потоплено 9°13′ пн. ш. 15°09′ зх. д. / 9.217° пн. ш. 15.150° зх. д.     | 100 (усі вижили)                  |                                                 |
| 14                                                              | 28 травня 1941  | Papalemos            | суховантажне судно        | Грецьке королівство | 3 748                 | 5460 тонн зерна                                                                                                 |               | потоплено 8°06′ пн. ш. 16°18′ зх. д. / 8.100° пн. ш. 16.300° зх. д.     | 29 (2 загиблих та 27 вижили)      |                                                 |
| 15                                                              | 31 травня 1941  | Sire                 | суховантажне судно        | Велика Британія     | 5 664                 | баласт | Конвой OB 320 | потоплено 8°50′ пн. ш. 15°30′ зх. д. / 8.833° пн. ш. 15.500° зх. д.     | 49 (3 загинули та 46 вижили)      |                                                 |
| 16                                                              | 1 червня 1941   | Alfred Jones         | суховантажне судно        | Велика Британія     | 5 013                 | Літаки Королівських ПС, вантажні автомобілі та 180 тонн сталі                                                   | Конвой OB 320 | потоплено 8°00′ пн. ш. 15°00′ зх. д. / 8.000° пн. ш. 15.000° зх. д.     | 76 (14 загинули та 62 вижили)     |                                                 |
| 17                                                              | 8 червня 1941   | Adda                 | пасажирське судно         | Велика Британія     | 7 816                 | 613 тонн генеральних вантажів                                                                                   | Конвой OB 323 | потоплено 8°30′ пн. ш. 14°39′ зх. д. / 8.500° пн. ш. 14.650° зх. д.     | 425 (10 загинули та 415 вижили)   |                                                 |
| 18                                                              | 13 червня 1941  | Pandias              | суховантажне судно        | Грецьке королівство | 4 981                 | 4894 тонни вугілля та 1050 тонн військового майна та озброєння, у тому числі 11 винищувачів «Спітфайр»          | Конвой OG 63  | потоплено 7°49′ пн. ш. 23°28′ зх. д. / 7.817° пн. ш. 23.467° зх. д.     | 34 (11 загинули та 23 вижили)     |                                                 |
| Третій похід (6.09—11.11.1941, 67 діб; Лор'ян—Лор'ян)           |                 |                      |                           |                     |                       | |               |                                                                         |                                   |                                                 |
| 19                                                              | 24 вересня 1941 | John Holt            | суховантажне судно        | Велика Британія     | 4 975                 | 4560 тонн західноафриканської продукції                                                                         | Конвой SL 87  | потоплено 31°12′ пн. ш. 23°32′ зх. д. / 31.200° пн. ш. 23.533° зх. д.   | 69 (1 загиблий та 68 вцілілих)    |                                                 |
| 20                                                              | 24 вересня 1941 | Dixcove              | суховантажне судно        | Велика Британія     | 3 790                 | 3 046 тонн західноафриканської продукції                                                                        | Конвой SL 87  | потоплено 31°12′ пн. ш. 23°41′ зх. д. / 31.200° пн. ш. 23.683° зх. д.   | 53 (2 загиблих та 51 вцілілий)    |                                                 |
| 21                                                              | 24 вересня 1941 | Lafian               | суховантажне судно        | Велика Британія     | 4 876                 | 5724 тонни ядер кокосових горіхів, 1128 тонн деревини, 810 тонн пальмової олії та злитків                       | Конвой SL 87  | потоплено 31°12′ пн. ш. 23°32′ зх. д. / 31.200° пн. ш. 23.533° зх. д.   | 47 (усі вижили)                   |                                                 |
| П'ятий похід (7.01—7.03.1942, 60 діб; Лор'ян—Лор'ян)            |                 |                      |                           |                     |                       | |               |                                                                         |                                   |                                                 |
| 22                                                              | 31 січня 1942   | San Arcadio          | танкер                    | Велика Британія     | 7 419                 | 6600 тонн газойлю та 3300 тонн мастила                                                                          |               | потоплений 38°10′ пн. ш. 63°50′ зх. д. / 38.167° пн. ш. 63.833° зх. д.  | 50 (41 загиблий та 9 вижили)      |                                                 |
| 23                                                              | 6 лютого 1942   | Major Wheeler        | суховантажне судно        | США                 | 3 431                 | 4611 тонн цукру                                                                                                 |               | потоплено 34°39′ пн. ш. 73°02′ зх. д. / 34.650° пн. ш. 73.033° зх. д.   | 35 (усі загинули)                 |                                                 |
| 24                                                              | 21 лютого 1942  | Egda                 | танкер                    | Норвегія            | 10 068                | баласт | Конвой ON 65  | пошкоджений 41°12′ пн. ш. 52°55′ зх. д. / 41.200° пн. ш. 52.917° зх. д. | 40 (усі вижили)                   |                                                 |
| Шостий похід (21.04—11.07.1942, 82 доби; Лор'ян—Лор'ян)         |                 |                      |                           |                     |                       | |               |                                                                         |                                   |                                                 |
| 25                                                              | 29 травня 1942  | Western Head         | суховантажне судно        | Велика Британія     | 4 876                 | 3710 тонн цукру                                                                                                 |               | потоплено 19°57′ пн. ш. 74°18′ зх. д. / 19.950° пн. ш. 74.300° зх. д.   | 30 (24 загинули та 6 вижили)      |                                                 |
| 26                                                              | 1 червня 1942   | Bushranger           | суховантажне судно        | Панама              | 4 536                 | боксити |               | потоплено 18°15′ пн. ш. 81°25′ зх. д. / 18.250° пн. ш. 81.417° зх. д.   | 43 (17 загинули та 26 вижили)     |                                                 |
| 27                                                              | 7 червня 1942   | Castilla             | суховантажне судно        | Гондурас            | 3 910                 | борошно |               | потоплено 20°15′ пн. ш. 83°18′ зх. д. / 20.250° пн. ш. 83.300° зх. д.   | 59 (24 загинули та 35 вижили)     |                                                 |
| 28                                                              | 8 червня 1942   | Suwied               | суховантажне судно        | США                 | 3 249                 | 4970 тонн бокситової руди                                                                                       |               | потоплено 20°00′ пн. ш. 84°48′ зх. д. / 20.000° пн. ш. 84.800° зх. д.   | 33 (6 загинули та 27 вижили)      |                                                 |
| 29                                                              | 10 червня 1942  | Merrimack            | суховантажне судно        | США                 | 2 606                 | військове майно                                                                                                 |               | потоплено 19°47′ пн. ш. 85°55′ зх. д. / 19.783° пн. ш. 85.917° зх. д.   | 54 (44 загинули та 10 вижили)     |                                                 |
| 30                                                              | 19 червня 1942  | Cheerio              | вітрильне судно           | США                 | 35                    | Червоне дерево                                                                                                  |               | потоплено 18°02′ пн. ш. 67°40′ зх. д. / 18.033° пн. ш. 67.667° зх. д.   | 9 (усі вижили)                    |                                                 |
| 31                                                              | 26 червня 1942  | Jagersfontein        | суховантажне судно        | Нідерланди          | 10 083                | 9000 тонн генеральних вантажів, включаючи свинець, мідь, смоли, бавовна та деревина                             |               | потоплено 31°56′ пн. ш. 54°48′ зх. д. / 31.933° пн. ш. 54.800° зх. д.   | 220 (усі вижили)                  |                                                 |
| Сьомий похід (15.08—18.11.1942, 96 діб; Лор'ян—Лор'ян)          |                 |                      |                           |                     |                       | |               |                                                                         |                                   |                                                 |
| 32                                                              | 3 вересня 1942  | Hollinside           | суховантажне судно        | Велика Британія     | 4 172                 | баласт |               | потоплено 38°00′ пн. ш. 09°00′ зх. д. / 38.000° пн. ш. 9.000° зх. д.    | 51 (3 загинули та 48 вижили)      |                                                 |
| 33                                                              | 3 вересня 1942  | Penrose              | суховантажне судно        | Велика Британія     | 4 393                 | баласт |               | потоплено 38°00′ пн. ш. 09°00′ зх. д. / 38.000° пн. ш. 9.000° зх. д.    | 45 (2 загиблих та 43 вижили)      |                                                 |
| 34                                                              | 7 жовтня 1942   | Andalucia Star       | пасажирське судно         | Велика Британія     | 14 943                | 5374 тонни замороженого м'яса та 32 тонни яєць                                                                  |               | потоплено 6°38′ пн. ш. 15°46′ зх. д. / 6.633° пн. ш. 15.767° зх. д.     | 252 (4 загиблих та 248 вижили)    |                                                 |
| Восьмий похід (30.01—25.03.1943, 55 діб; Лор'ян—Лор'ян)         |                 |                      |                           |                     |                       | |               |                                                                         |                                   |                                                 |
| 35                                                              | 22 лютого 1943  | Roxburgh Castle      | суховантажне судно        | Велика Британія     | 7 801                 | 1030 тонн хімікатів та пошти                                                                                    |               | потоплено 38°12′ пн. ш. 26°22′ зх. д. / 38.200° пн. ш. 26.367° зх. д.   | 64 (усі вижили)                   |                                                 |
| 36                                                              | 13 березня 1943 | Clan Alpine          | суховантажне судно        | Велика Британія     | 5 442                 | 11 317 тонн генеральних вантажів, включаючи армійське та морське військове майно                                | Конвой OS 44  | потоплено 42°45′ пн. ш. 13°31′ зх. д. / 42.750° пн. ш. 13.517° зх. д.   | 94 (28 загинули та 66 вижили)     |                                                 |
| 37                                                              | 13 березня 1943 | Marcella             | суховантажне судно        | Велика Британія     | 4 592                 | 7200 тонн комерційних вантажів та майна                                                                         | Конвой OS 44  | потоплено 42°45′ пн. ш. 13°31′ зх. д. / 42.750° пн. ш. 13.517° зх. д.   | 44 (усі загинули)                 |                                                 |
| 38                                                              | 13 березня 1943 | Oporto               | суховантажне судно        | Велика Британія     | 2 352                 | 1500 тонн сульфату міді, 413 тонн насіння, картоплі та пошти                                                    | Конвой OS 44  | потоплено 42°45′ пн. ш. 13°31′ зх. д. / 42.750° пн. ш. 13.517° зх. д.   | 47 (43 загинули та 4 вижили)      |                                                 |
| 39                                                              | 13 березня 1943 | Sembilangan          | суховантажне судно        | Нідерланди          | 4 990                 | 6457 тонн генеральних вантажів та військового майна та боєприпаси                                               | Конвой OS 44  | потоплено 42°45′ пн. ш. 13°31′ зх. д. / 42.750° пн. ш. 13.517° зх. д.   | 87 (86 загинули та 1 вцілілий)    |                                                 |
| Дев'ятий похід (24.04—26.05.1943, 33 доби; Лор'ян—Лор'ян)       |                 |                      |                           |                     |                       | |               |                                                                         |                                   |                                                 |
| 40                                                              | 1 травня 1943   | Port Victor          | суховантажне судно        | Велика Британія     | 12 411                | 7600 тонн охолоджених харчових продуктів та 2000 тонн генеральних вантажів                                      |               | потоплено 47°49′ пн. ш. 22°02′ зх. д. / 47.817° пн. ш. 22.033° зх. д.   | 164 (19 загинули та 145 вижили)   |                                                 |
| Десятий похід (28.07—3.10.1943, 68 діб; Лор'ян—Лор'ян)          |                 |                      |                           |                     |                       | |               |                                                                         |                                   |                                                 |
| 41                                                              | 28 серпня 1943  | Albert Gallatin      | суховантажне судно        | США                 | 7 176                 | |               | пошкоджено 31°15′ пн. ш. 71°10′ зх. д. / 31.250° пн. ш. 71.167° зх. д.  | ? (0 загинули та ? вижили)        |                                                 |
| 41                                                              | 11 вересня 1943 | USS Rapidan (AO 18)  | танкер-заправник          | США                 | 8 246                 | | Конвой NG 385 | пошкоджено 32°39′ пн. ш. 79°43′ зх. д. / 32.650° пн. ш. 79.717° зх. д.  | ? (0 загинули та ? вижили)        | корабель підірвався на міні, встановленій U-107 |
| Дванадцятий похід (10.05—23.07.1944, 75 діб; Лор'ян—Лор'ян)     |                 |                      |                           |                     |                       | |               |                                                                         |                                   |                                                 |
| 42                                                              | 13 червня 1944  | Lark                 | вітрильне судно           | США                 | 148                   | 50 тонн риби |               | пошкоджено 43°00′ пн. ш. 65°12′ зх. д. / 43.000° пн. ш. 65.200° зх. д.  | 27 (усі вижили)                   |                                                 |